# العلاقات الأرجنتينية السويسرية
العلاقات الأرجنتينية السويسرية هي العلاقات الثنائية التي تجمع بين الأرجنتين وسويسرا.

## مقارنة بين البلدين
هذه مقارنة عامة ومرجعية للدولتين:
| وجه المقارنة                                              | الأرجنتين                                               | سويسرا                                                                                      |
| --------------------------------------------------------- | ------------------------------------------------------- | ------------------------------------------------------------------------------------------- |
| المساحة (كم2)                                             | 2.78 مليون                                              | 41.28 ألف                                                                                   |
| عدد السكان (نسمة)                                         | 44.27 مليون                                             | 8.21 مليون                                                                                  |
| الكثافة السكانية (ن./كم²)                                 | 15.92                                                   | 198.89                                                                                      |
| العاصمة                                                   | بوينس آيرس                                              | برن                                                                                         |
| اللغة الرسمية                                             | اللغة الإسبانية                                         | اللغة الألمانية، اللغة الإيطالية، لغة فرنسية، اللغة الرومانشية، الألمانية السويسرية الموحدة |
| العملة                                                    | البيزو الأرجنتيني 1983 ‏، بيزو أرجنتيني، أسترال أرجنتيني | فرنك سويسري                                                                                 |
| الناتج المحلي الإجمالي (بليون دولار)                      | 637.59 مليار                                            | 678.89 مليار                                                                                |
| الناتج المحلي الإجمالي (تعادل القوة الشرائية) بليون دولار | 883.02 مليار                                            | 518.07 مليار                                                                                |
| الناتج المحلي الإجمالي الاسمي للفرد دولار أمريكي          | 13.43 ألف                                               | 80.94 ألف                                                                                   |
| الناتج المحلي الإجمالي للفرد دولار أمريكي                 |                                                         | 59.54 ألف                                                                                   |
| مؤشر التنمية البشرية                                      | 0.827                                                   | 0.930                                                                                       |
| رمز المكالمات الدولي                                      | +54                                                     | +41                                                                                         |
| رمز الإنترنت                                              | .ar                                                     | .ch، .swiss ‏                                                                                |
| المنطقة الزمنية                                           | 00                                                      | توقيت وسط أوروبا، ت ع م+01:00، ت ع م+02:00، أوروبا/زيورخ ‏                                   |

## مدن متوأمة
في ما يلي قائمة باتفاقيات التوأمة بين مدن أرجنتينية وسويسرية:
- ترتبط بوينس آيرس مع جنيف باتفاقية توأمة منذ 19 مايو 1994.
- ترتبط Colón, Entre Ríos [الإنجليزية]‏ مع سيون باتفاقية توأمة.
- ترتبط Villa General Belgrano [الإنجليزية]‏ مع Sigriswil [الإنجليزية]‏ باتفاقية توأمة.
- ترتبط باريلوتشي مع سان موريتز باتفاقية توأمة.

## منظمات دولية مشتركة
يشترك البلدان في عضوية مجموعة من المنظمات الدولية، منها:
| علم المنظمة | اسم المنظمة                               | تاريخ انضمام الأرجنتين | تاريخ انضمام سويسرا |
| ----------- | ----------------------------------------- | ---------------------- | ------------------- |
|             | مؤسسة التمويل الدولية                     | 13 أكتوبر 1959         | 29 مايو 1992        |
|             | مجموعة أستراليا                           | 1993                   | 1987                |
|             | يونسكو                                    | 15 سبتمبر 1948         | 28 يناير 1949       |
|             | مجموعة الموردين النوويين                  | ?                      | ?                   |
|             | مؤسسة التنمية الدولية                     | 3 أغسطس 1962           | 29 مايو 1992        |
|             | المركز الدولي لتسوية المنازعات الاستشارية | 18 نوفمبر 1994         | 14 يونيو 1968       |
|             | وكالة ضمان الاستثمار متعدد الأطراف        | 11 فبراير 1992         | 12 أبريل 1988       |
|             | منظمة حظر الأسلحة الكيميائية              | ?                      | ?                   |
|             | البنك الإفريقي للتنمية                    | ?                      | ?                   |
|             | الاتحاد الدولي للاتصالات                  | 1889                   | 1866                |
|             | الأمم المتحدة                             | 24 أكتوبر 1945         | 10 سبتمبر 2002      |
|             | منظمة الشرطة الجنائية الدولية             | ?                      | ?                   |
|             | البنك الدولي للإنشاء والتعمير             | 20 سبتمبر 1956         | 29 مايو 1992        |
|             | الاتحاد البريدي العالمي                   | ?                      | ?                   |
|             | منظمة التجارة العالمية                    | ?                      | ?                   |
|             | الفريق المعني برصد الأرض                  | ?                      | ?                   |
|             | نظام تحكم تكنولوجيا القذائف               | 1993                   | 1992                |

## أعلام
هذه قائمة لبعض الشخصيات التي تربطها علاقات بالبلدين:
- ألفونسينا ستورني (كاتبة أرجنتينية، 29 مايو 1892[23][24][25] – 25 أكتوبر 1938[23][24][25])
- إدواردو شوانك (لاعب كرة مضرب أرجنتيني، 23 أبريل 1986 – )
- إلكه كارستن (لاعبة كرة يد أرجنتينية، 15 مايو 1995 – )
- إميليو فراي (2 فبراير 1872 – 29 مايو 1964)
- ديلان جيسي (لاعب كرة قدم أرجنتيني، 27 أبريل 1991[26] – )
- كارلوس طومسون (7 يونيو 1923[27][28][29] – 10 أكتوبر 1990[30][28])
- نيستور كيرشنير (رئيس سابق في الأرجنتين، 25 فبراير 1950[31][32] – 27 أكتوبر 2010[31][32])

## وصلات خارجية
- موقع وزارة الخارجية الأرجنتينية
- موقع وزارة الخارجية السويسرية